# Ipomoea franciscana
Ipomoea franciscana ist eine Pflanzenart aus der Gattung der Prunkwinden (Ipomoea) aus der Familie der Windengewächse (Convolvulaceae). Die Art ist in Peru verbreitet.

## Beschreibung
Ipomoea franciscana ist eine verholzende, verzweigende und unbehaarte Pflanze. Die Blattspreiten sind langgestreckt-lanzettlich, ganzrandig und zum Blattstiel hin spitz zulaufend, nach vorn sind sie abgestumpft. Sie sind etwa 2,5 bis 5 cm lang und 4 bis 6 mm breit.
Die Blütenstände bestehen aus einer einzelnen Blüte, die Blütenstandsstiele sind etwa 16 mm lang und an der Frucht sehr kräftig. Die Kelchblätter sind eiförmig, abgestumpft und etwa 6 mm lang und an der Frucht beständig, aber verwelkt. Über die Krone ist nichts bekannt.
Die Früchte sind zweikammerige Kapseln, die kleine, lang borstig behaarte Samen beinhalten.

## Verbreitung
Sie kommt nur im nordöstlichen Brasilien vor.

## Systematik
Innerhalb der Gattung der Prunkwinden (Ipomoea) ist die Art in die Sektion Eriospermum in der gleichnamigen Untergattung Eriospermum eingeordnet, eine genauere Einordnung in eine Serie ist nicht erfolgt.

## Belege